# Bergen op Zoom vasútállomás
Bergen op Zoom vasútállomás vasútállomás Hollandiában, Bergen op Zoom településen. Az állomást az Nederlandse Spoorwegen üzemelteti.

## Vasútvonalak
Az állomást az alábbi vasútvonalak érintik:
- Roosendaal–Vlissingen-vasútvonal

## Kapcsolódó állomások
A vasútállomáshoz az alábbi állomások vannak a legközelebb:
- Roosendaal vasútállomás
- Rilland-Bath vasútállomás